# Hel (lieu mythologique)
Pour les articles homonymes, voir Hel et Helheim.

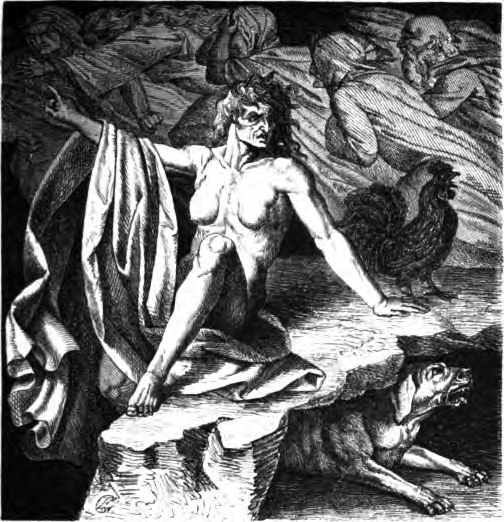
Hel selon Karl Ehrenberg.

Helheim, est l'un des Neuf Mondes de la mythologie nordique. C'est un endroit froid et brumeux où vivent les morts. Le monde de Niflhel (ou Niflhel, étymologiquement la « Hel sombre ») est encore plus profond, tout en bas de l'Univers, et n'est accessible qu'en passant par Hel. C'est à cet endroit que vont les gens morts de maladie et de vieillesse. Peu à peu, via l'influence chrétienne, il a été dit que c'était par là que passaient les morts qui n'ont pas été bons durant leur vie (voir section Influence chrétienne).

## Étymologie
Le mot « Hel » évoquerait l'idée de « cacher » et désigne à la fois le séjour des morts et la déesse qui y règne, Hel. L'anglais « Hell » (enfer) provient de ce nom, tout comme le néerlandais « Hel » (enfer) et l'allemand « Hölle » (enfer).

## Description
Helheim est le séjour des morts. Hel est l'antichambre de Niflhel, où il fait encore plus sombre et brumeux. Ceux qui y pénètrent ne repartent jamais une fois qu'ils ont franchi la rivière Gjöll (qui ressemble par syncrétisme au Styx gréco-romain). De toutes les sources qui sortent de Hvergelmir, Gjöll est la plus proche des grilles de Hel. Elle est surplombée d'un unique pont, Gjallarbrú Un seul chemin mène vers Hel, le Helveg (« chemin des morts »), et il passe par ce pont d'après le Gylfaginning. On le décrit comme un pont couvert soutenu par des piliers en or. Ce pont serait gardé par la géante Módgud.
Dans Gylfaginning 49, Hermód est envoyé pour négocier la libération du dieu Baldr du monde des morts. Il doit alors traverser le pont Gjallarbrú qui est gardé par Módgud. Elle remarque qu'il n'est pas mort, et Hermód lui explique sa mission. Alors, Módgud le laisse passer et lui indique le chemin vers Helheim.
Au fond de Hel, devant les grilles de Niflheim, se trouve une grotte, Gnipahellir, où vit le chien monstrueux Garm,qui garde les grilles de Niflheim.

## Influence chrétienne
S'il y a toujours eu dans la mythologie nordique un ou plusieurs mondes réservés aux morts, l'interprétation livrée par Snorri Sturluson dans son Edda est vraisemblablement très empreinte de l'influence de la représentation chrétienne de l'enfer (ce livre a été écrit plusieurs siècles après la christianisation). Il en fait ici le séjour des damnés par opposition totale avec Gimlé, Vingólf et le Valhalla. En ces trois endroits se retrouveront les guerriers bons et valeureux en attente du Ragnarök.

## Évènements liés

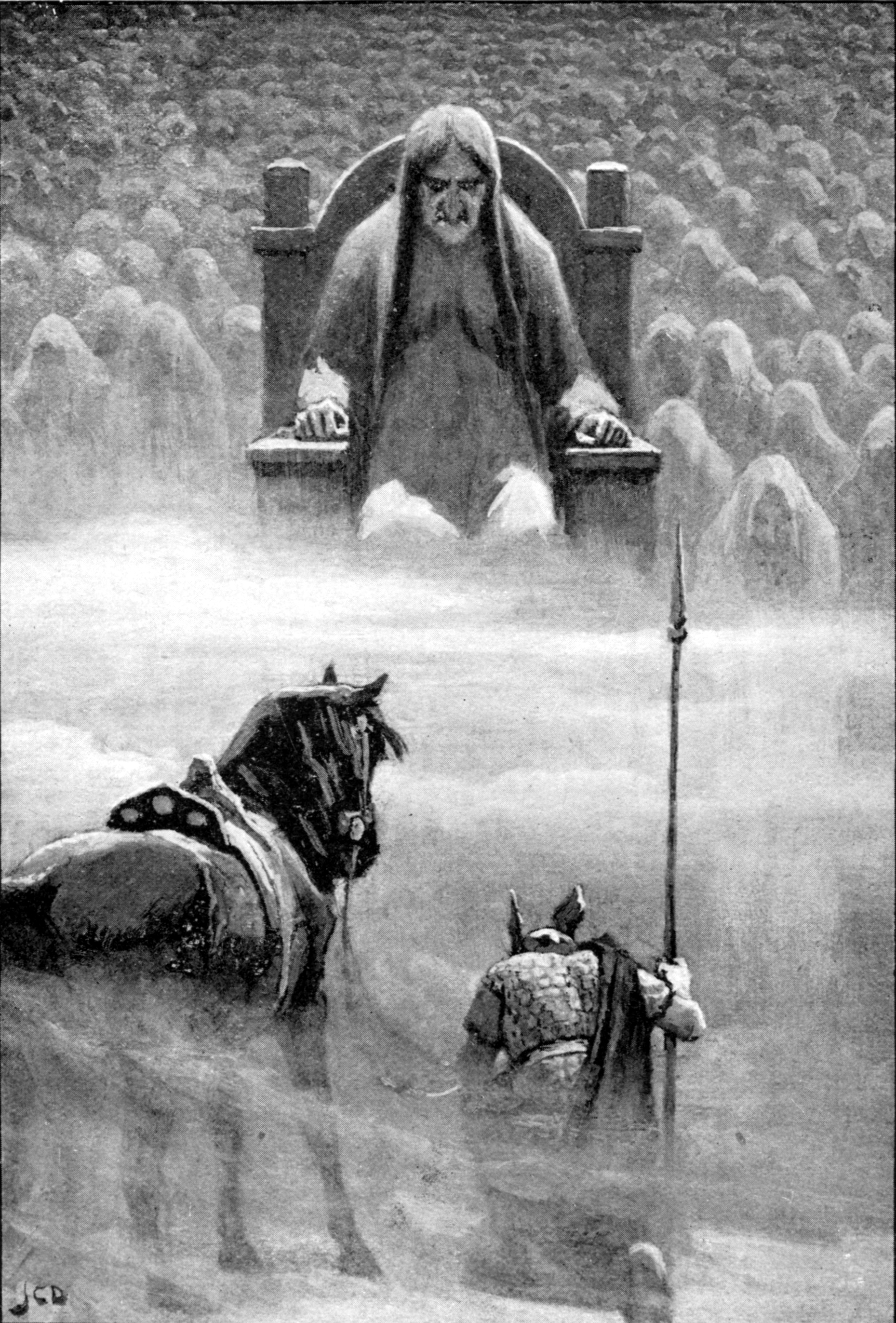
Schéma de la mort de Baldr

### Mort de Baldr
Le monde de Hel est au centre de l'histoire concernant la mort de Baldr. Cette section est issue en intégralité du chapitre 49 de la Gylfaginning. Baldr fit des rêves prémonitoires sur sa propre mort. Les Ases en furent effrayés et il fut décidé de demander sauvegarde pour Baldr. Ainsi sa mère, Frigg, récolta le serment de tous les éléments et toutes les choses de la terre (le feu, l'eau, toutes les sortes de métaux, la pierre, la terre, le bois, les maladies, les animaux…) de ne jamais faire de mal à Baldr. Mais il y avait une pousse de gui qui poussait à l'ouest de la Valhalla et qui était trop jeune pour prêter ce serment. Loki alla donc la voir, la cueillit, et la donna au dieu Höd à son retour en Ásgard. Là, les dieux s'amusaient à lancer toutes sortes de choses sur Baldr, ce qui, grâce aux serments, ne lui causait aucun mal. Loki pousse alors Höd à lancer le gui et Baldr tombe raide mort.
Au milieu des Ases affligés, Frigg demanda si l'un d'entre eux serait assez courageux pour chevaucher jusqu'à Helheim pour demander à la déesse Hel de libérer Baldr contre rançon. Hermód, le propre fils d'Odin et frère de Baldr se porta volontaire pour ce voyage. Il partit et chevaucha alors neuf jours et neuf nuits dans des vallées si sombres qu'il ne vit rien pendant tout son voyage. Arrivant à Hel, il vit le pont Gjallarbrú gardé par la géante, qui lui demanda qui il était et de quel lignage il était. Après avoir répondu, il lui demanda si elle avait vu Baldr passer sur le Helveg, le chemin des morts. Elle lui répondit qu'il avait déjà franchi Gjöll.
Il continua le long du chemin et une fois arrivé devant les grilles, il fit bondir son cheval de sorte qu'il les franchit aisément. Et pour cause, les Ases lui avaient donné Sleipnir, le cheval personnel d’Odin pour ce voyage, qui est le meilleur de tous les chevaux. Il entra alors dans la halle où il vit siéger Baldr, son frère, à la place d’honneur. Après une nuit passée en Hel, il demanda à la déesse maîtresse des lieux de relâcher Baldr. Elle répondit qu’elle le libérerait si toutes les choses de la terre pleuraient sa mort, car c’était le plus aimé de tous les Ases.
Hermod rentré à Asgard, il donna le message aux dieux qui envoyèrent alors des messagers dans le monde entier pour prier tout un chacun de pleurer Baldr. Ils y parvinrent, sauf pour la géante qui disait se nommer Thokk. Elle seule refusa de verser une larme pour Baldr :

« Thokk versera

Des larmes sèches

Sur les funérailles de Baldr

Ni vif ni mort, du fils du vieux

Je n'eus à me réjouir.

Que Hel garde ce qu'elle a ! »

Mais il s'agissait en fait de Loki déguisé, ce que les dieux ignoraient. C'est ainsi que Baldr devra rester en Hel jusqu'au jour du Crépuscule des Dieux.

### Ragnarök
Le jour du Ragnarök, la fin des temps, tous les morts du domaine de Hel ressusciteront pour aller combattre pour la dernière bataille. Ils franchiront donc une dernière fois le pont Gjallarbrú et parcourront le chemin des morts en sens inverse. Ils se rassembleront sur la plaine de Vígríd où ils affronteront sous le commandement de Loki, les guerriers valeureux et bons, venus, eux, du Valhalla et de Gimlé sous le commandement d'Odin.
Le loup Fenrir se libèrera de ses chaînes et combattra également du côté de Loki, libéré lui aussi du châtiment infligé en punition de la mort de Baldr. Lors de ce tragique événement marquant la fin des temps, la quasi-totalité de l'humanité mourra, ainsi que la majorité des dieux. Cependant, c'est également le jour où Baldr sortira de Hel en compagnie de Höd, celui-là même qui l'avait tué avec le gui. Ils rejoindront Vidar et Vali qui auront survécu, ainsi que les fils de Thor, Modi et Magni, en possession du marteau de leur père tombé lors de la bataille, Mjöllnir.